# یوهانس تریتمیوس
 یوهانس تریتمیوس (آلمانی: Johannes Trithemius؛ ۱ فوریهٔ ۱۴۶۲ – ۱۳ دسامبر ۱۵۱۶) یک دانشمند اهل آلمان بود.